# Ядерная программа Италии
Италия обладала собственной программой разработки ядерного оружия в конце 1960-х — начале 1970-х.
Ранее итальянские учёные, такие как Энрико Ферми и Эдоардо Амальди, были в авангарде разработки технологий, лежащих в основе ядерного оружия, но стране было запрещено его разрабатывать, после поражения во Второй мировой войне.
После неудачных предложений о создании многосторонних ядерных сил с союзниками по НАТО в 50-х и 60-х годах, Италия запустила национальную программу создания ядерного оружия. Страна в 1957—1961 годах перестроила лёгкий крейсер «Джузеппе Гарибальди», сделав его первым итальянским ракетным крейсером, и разработала и испытала баллистическую ракету под названием «Альфа».
Программа завершилась в 1975 году, после присоединения Италии к Договору о нераспространении ядерного оружия. На сегодняшний день Италия не производит и не обладает ядерным оружием, но участвует в программе НАТО по обмену ядерным оружием, размещая ядерные бомбы типа B61 на авиабазах Авиано и Геди.

## Предыстория
Итальянские физики, такие как ребята с улицы Панисперна, во главе с Энрико Ферми, были на переднем крае развития ядерной физики. Некоторые из них, как Ферми, принимали участие в Манхэттенском проекте и создании первого ядерного оружия во время Второй мировой войны.
После войны итальянская армия заинтересовалась приобретением ядерного оружия, рассматривая его в первую очередь в тактической роли. Италия обладала горными перевалами, через которые были бы направлены удары сил Варшавского договора, и поэтому ядерное оружие могло стать идельным средством для их защиты. Однако Парижский мирный договор 1947 года запретил стране разрабатывать собственное ядерное оружие.
В новой геополитической ситуации нарождающейся Холодной войны Италия разработала политическую стратегию, которая опиралась на многосторонность, главным образом через тесные отношения с Соединёнными Штатами, членство в НАТО и усиление европейской интеграции, для своей защиты. Аналогичное отношение было и к программе создания ядерного оружия.

## Ядерное оружие США, размещённое в Италии

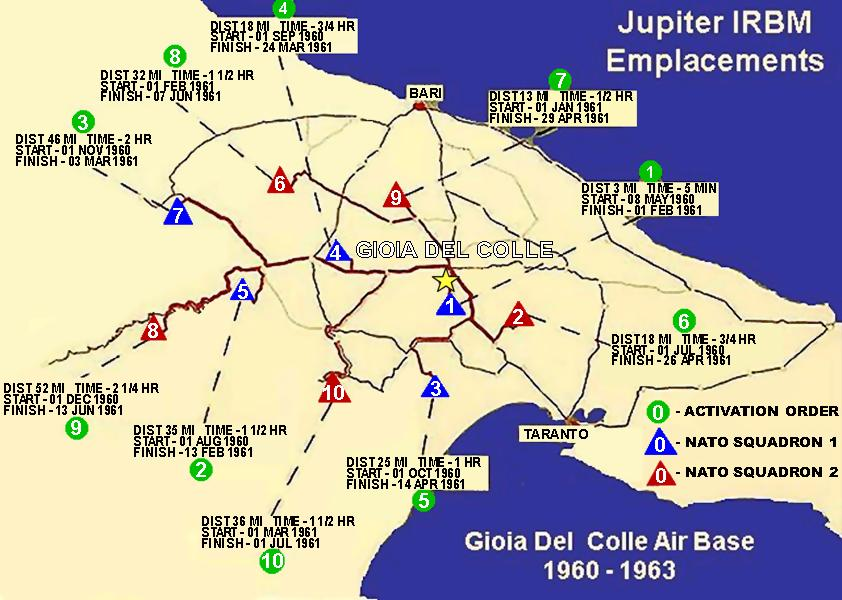
Места расположения американских ракет типа Юпитер в Южной Италии, провинция Бари.

Первым ядерным оружием, развёрнутым на итальянской земле, были ракеты американские ракеты MGR-1 Honest John и MGM-5 Corporal. Два батальона, вооружённые этими ракетами, вступили в строй в сентябре 1955 года. В случае войны ядерные удары должны были замедлить продвижение войск Варшавского договора, наступающих через Австрию и Югославию, предоставляя итальянской армии достаточно времени для полной мобилизации. Также в Италии размещалось другое ядерное оружие, включая ядерные мины и 90 зенитных ракет MIM-14 Nike-Hercules с боеголовками W31, развёрнутых в 1960 году. Однако Италия не могла использовать ядерное оружие на своей территории, всё оно находилось под контролем армии США. Италию не устраивал полный американский контроль: 29 ноября 1956 года министр обороны Паоло Эмилио Тавиани заявил, что итальянское правительство пытается убедить своих союзников снять необоснованные ограничения на доступ стран НАТО к новому оружию.
23 декабря 1958 года Федеральный совет Швейцария принял решение начать программу создания национального ядерного оружия. Это придало Италии дополнительный стимул обзавестись своим ядерным оружием, на Соединённые Штаты было оказано давление. 26 марта 1959 года США и Италия подписали соглашение, в соответствии с которым военно-воздушные силы Италии получали 30 баллистических ракет средней дальности PGM-19 Юпитер, установленных на авиабазе Джоя-дель-Колле. Первые ракеты прибыли 1 апреля 1960 года. На этот раз ракеты стояли на вооружении итальянской 36-я авиационной бригадой стратегического назначения, а американцы предоставляли боеголовки по схеме четырёх глаз, что заставило итальянское правительство поверить в то, что оно имеет больший контроль над ядерным оружием. и, следовательно, больше влияния в НАТО. Новые ракеты могли быть использованы для выполнения планов и политики НАТО как в мирное, так и военное время.
Однако развёртывание длилось недолго, и 5 января 1963 года Соединённые Штаты объявили, что они выведут ракеты Юпитер из Италии и Турции в результате соглашения с Советским Союзом после Карибского кризиса. Решение было одобрено итальянским правительством, и 1 апреля 1963 года 36-я авиационная бригада стратегического назначения была расформирована.
К началу 1980-х несколько американских воинских частей, оснащённых ядерным оружием, были развёрнуты в Италии для поддержки итальянских вооружённых сил, а именно:
- 599-я артиллерийская группа армии США:
  - 28-я группа обслуживания боеголовок полевой артиллерии
  - 62-я инженерная рота ядерных мин
  - 69-я артиллерийская рота обслуживания специальных боеприпасов
- 183-я эскадрилья обслуживания боеголовок ВВС США.

## Многосторонние силы
Тем временем Италия искала путь к созданию европейских ядерных сил в рамках НАТО - Многосторонних сил (англ. Multilateral Force, MLF). Многосторонние силы были идеей, продвигаемой Соединёнными Штатами, чтобы поставить все ядерное оружие НАТО, включая не принадлежавшее их собственным войскам, под совместный контроль американцев и европейцев с использованием механизма четырёх глаз. Для Соединённых Штатов МСС были попыткой удовлетворить желание других членов НАТО сыграть роль в ядерном сдерживании, при этом не давая им выйти из-под контроля НАТО. Идея была основана на предыдущих дискуссиях между европейскими странами о совместной ядерной программе. Италия, Франция и Германия работали над созданием совместнх средств ядерного сдерживания. В 1958 году Франция вышла из соглашения из-за стремления Шарля де Голля обладать собственным, не зависящим от союзников ядерным оружием. Создание Многосторонних сил поддерживалось администрациями Джона Кеннеди и Линдона Джонсона и составляло основную часть пакта Нассау между Соединёнными Штатами и Соединённым Королевством и частью первой попытки присоединения Соединённого Королевства к Европейскому экономическому сообществу (ЕЭС) в 1961 году.
Под эгидой МСС, Соединённые Штаты предложили различным странам НАТО принять на вооружение ракеты морского базирования Поларис, размещая их как на атомных подводных лодках, так и на надводных кораблях. Итальянский флот хотел иметь на вооружению атомную подводную лодку и переоборудованный крейсер. Объявленная в июле 1959 года программа проводилась параллельно аналогичной работе в США. Между 1957 и 1961 годами лёгкий крейсер «Джузеппе Гарибальди» был перестроен в ракетный крейсер, оснащённый пусковыми установками для четырёх ракет типа Поларис. Успешные испытания запуска ракет состоялись в сентябре 1962 года Вскоре после этого, в декабре 1962 года, министр обороны Италии Джулио Андреотти официально обратился к Соединённым Штатам с просьбой о помощи в разработке ядерной корабельной силовой установки.
Правительство Италии рассматривало рост движения за нераспространение ядерного оружия как серьёзную проблему для своей ядерной программы. В работе Комитета восемнадцати наций по разоружению итальянское правительство утверждало, что любые соглашения о нераспространении не должны распространяться на совместную деятельность разных стран, такие как Многосторонние силы. Однако Советский Союз требовал прекращения создания Многосторонних сил в рамках переговоров с Америкой по Договору о нераспространении, и Соединённые Штаты аннулировали соглашение 17 декабря 1964 года с выходом Меморандума о действиях в области национальной безопасности № 322.

## Разработка Италией собственного ядерного оружия

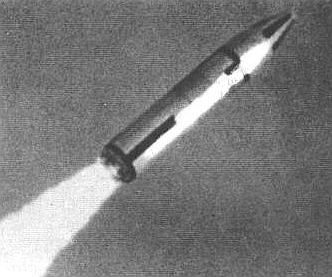
Испытания ракеты класса «Альфа» в 1975 году

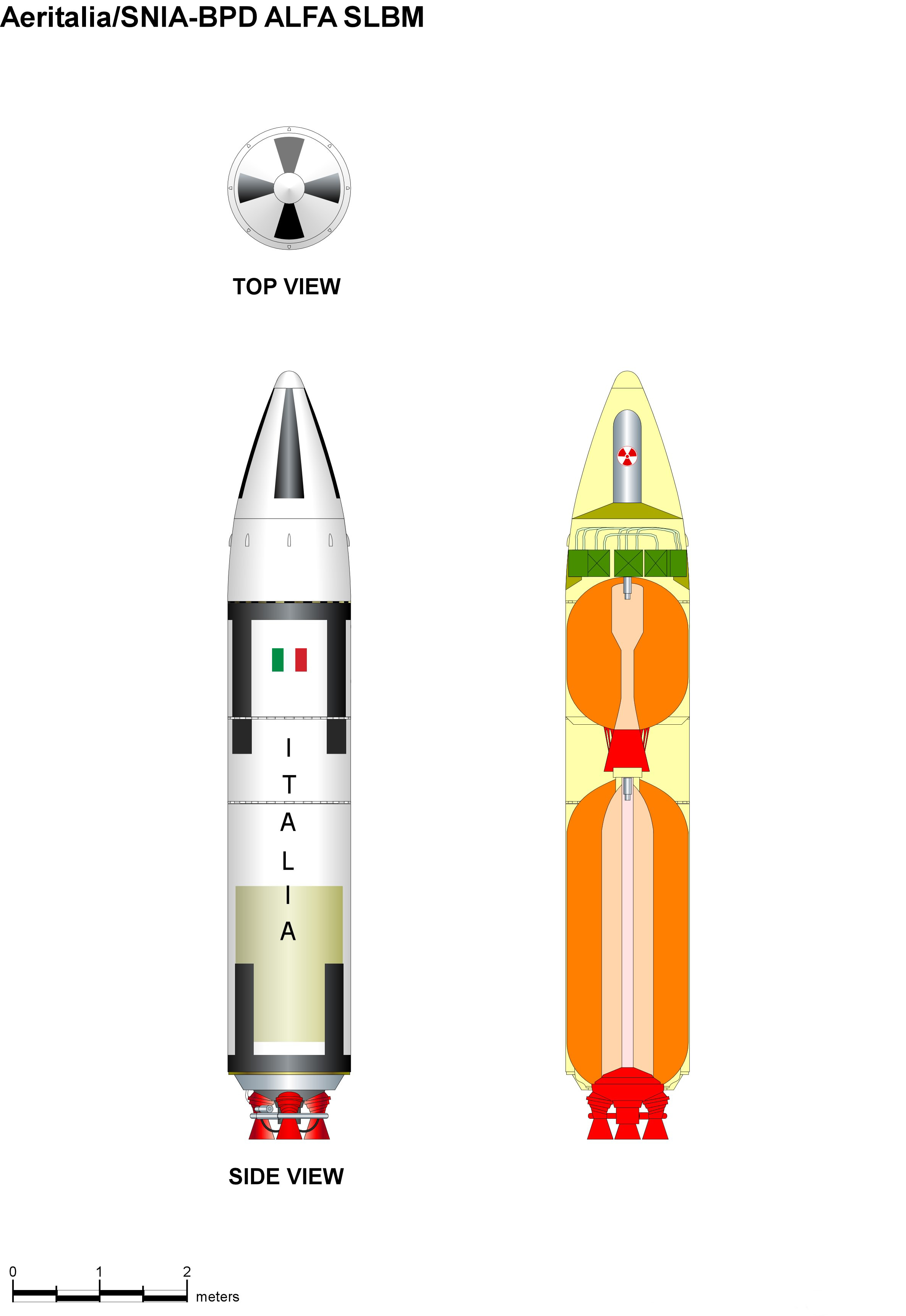
Ракета класса «Альфа» в разрезе

После провала усилий по созданию многосторонних сил, Италия вернулась к идее о создании собственного ядерного оружия. Италия имела опыт работы с ядерными технологиями, и развитую ядерную энергетику с реакторами различных типов (водо-водяные, кипящие водо-водяные, магнокс) а также испытательный реактор RTS-1 «Галилео Галилей» мощностью 5 МВт, располагавшийся в Центре по военному применению ядерной энергии (итал. Centro Applicazioni Militari Energia Nucleare). У Италии также было большое количество возможных носителей ядерного оружия, включая самолёты типа Lockheed F-104 Starfighter, и она разрабатывала самолёт Panavia Tornado, рассчитанный на несение ядерного оружия.

### Альфа (баллистическая ракета)
В 1970-х годах, по заказу итальянского военно-морского флота, компания Aeritalia в сотрудничестве с несколькими другими компаниями разработала баллистическую ракету средней дальности, названной Альфа. Ракета была способна донести  боеголовку весом в одну тонну на расстояние 1 600 километров, расстояние достаточное для поражения Москвы и других целей в европейской части России при запуске из Адриатического моря.  Несмотря на успешные испытания, ракета не была принята на вооружение. Опыт, полученный в ходе разработки, использовался при создании последующих итальянских твердотопливных ракет, включая ракету-носитель Вега.